# Naturmytisk visa
Naturmytisk visa är ett samlingsnamn på visor inom genren medeltidsballader som kännetecknas av texter med övernaturligt innehåll. De idag kända visorna finns sedan 1983 utgivna av Svenskt visarkiv i första bandet av den text- och melodikritiska utgåvan Sveriges medeltida ballader. Övernaturliga inslag kan uppträda i form av folktrons olika väsen (näcken, havsfrun, varulven m.fl.) men också som enstaka inslag av magiska handlingar samt t.ex. namnmagi. Det är inte ovanligt att endast vissa varianter av en ballad innehåller övernaturliga inslag. Sådana oregelbundenheter är typiska för muntlig kultur; en kategorisering av visor kan sällan vara heltäckande. Ett par av de mest spridda och kända naturmytiska visorna är "De två systrarna” (SMB 13, även känd som ”Den förtrollade harpan”), ”Den förtrollade barnaföderskan” (SMB 14) och ”Herr Olof och älvorna” (SMB 29).